# Chūō-ku (Saitama)
Chūō-ku (中央区?) è uno dei 10 quartieri della città di Saitama, in Giappone.